# Зелен гущер
Зеленият гущер (Lacerta viridis) е вид едър гущер, срещащ се в голяма част от Европа, където често може да бъде видян да се припича на скали или поляни. Достига на дължина до 35 cm, като опашката може да заема 2/3 от нея.
Мъжките зелени гущери имат по-голяма глава и равномерно зелено оцветяване с малки петна, по-изразени по гърба. Гърлото им е по-синкаво, отколкото при женските. Женските са по-тънки и имат по-равномерно оцветяване, а често и две до четири светли ивици, оградени с черни петна.

## Разпространение и биотоп
Зеленият гущер е разпространен в ивица, пресичаща средната част на Европа от северния край на Пиренейския полуостров до централна Украйна. Среща се в Южна Европа, по-голямата част на Франция, западните, южните и югоизточните части на Германия, в Швейцария, Австрия, Чехия, Словакия и в Карпатите. Разпространен е и в най-северозападните части на Мала Азия.
В България се срещат два подвида – L. v. viridis в западната част на страната и L. v. meridionalis в Североизточна България и Тракия. На много места живеят едновременно представители и на двата подвида. Срещат се в цялата страна до надморска височина 1200 m, рядко до 1700 m в южните части на Пирин. Най-едрият екземпляр намерен в България е с дължина от 38 cm 
Зеленият гущер предпочита сухи и слънчеви места – скалисти терени и поляни, понякога обраснали с храсти или редки гори.

## Поведение
Зеленият гущер се храни с насекоми, червеи, дребни гущери и дори мишки. В началото на лятото женската снася между 5 и 13 обли яйца с големина до 18 mm. Малките се излюпват след 2-3 месеца и първоначално са кафяви и с дължина 3-4 cm.
При опит за залавяне зеленият гущер хапе силно, но не е отровен и не може да причини големи вреди на човек.